# Satō Yasumitsu
Satō Yasumitsu (佐藤 康光 (Tá Đằng Khang Quang) sinh ngày 1 tháng 10, 1969 (Chiêu Hòa thứ 44) tại thị trấn Yawata (nay là thành phố Yawata), huyện Tsuzuki, phủ Kyōto) là một kỳ thủ shogi chuyên nghiệp người Nhật Bản. Ông được phong danh hiệu Vĩnh thế Kỳ Thánh. Ông là môn hạ của Tanaka Kaishū Cửu đẳng, có số hiệu kỳ thủ là 182. Là một kỳ thủ thuộc "Thế hệ Habu", ông từng giành 13 kỳ danh hiệu (đứng thứ 8 trong lịch sử). Ông từng đảm nhận chức vụ Hội trưởng Kỳ sĩ hội của Liên đoàn Shogi Nhật Bản (tháng 4/2011 - tháng 1/2017) và Chủ tịch Liên đoàn Shogi Nhật Bản (tháng 2/2017 - tháng 6/2023).

## Tiểu sử
Sato gia nhập giới kỳ thủ shogi chuyên nghiệp năm 1987. Anh được phong cấp 9-dan (cấp cao nhất của shogi chuyên nghiệp) năm 1998.
Số lượng các danh hiệu shogi Sato đã giành được là 12 (tính đến tháng 10 năm 2008) sau 33 lần tham dự các trận chung kết.
Đã giành được danh hiệu Kisei trọn đời (5 lần giành Kisei).

## Lịch sử thăng hạng
- 1982, tháng 12: 6-kyu (gia nhập shorekai)
- 1984, tháng 7: 1-dan
- 1987, 25 tháng 3: 4-dan (13 thắng, 1 thua)
- 1989, 1 tháng 4: 5-dan (đạt điểm lên hạng C1 Junisen)
- 1992, 25 tháng 3: 6-dan (đủ số ván thắng theo quy định)
- 1993, 1 tháng 10: 7-dan (thắng vòng loại, trở thành người thách đấu danh hiệu RyuO)
- 1996, 1 tháng 4: 8-dan (đạt điểm lên hạng A Junisen)
- 1998, 18 tháng 6: 9-dan (thăng hạng đặc biệt vì giành danh hiệu Meijin)

## Các danh hiệu và các giải vô địch khác
Các giải có danh hiệu
| Danh hiệu      | Năm giành được |
| -------------- | -------------- |
| RyuO           | 1993           |
| Meijin (shogi) | 1998, 1999     |
| Kisei (shogi)  | 2002-2007      |
| Kio            | 2007, 2008     |
| Osho (shogi)   | 2002           |

Các danh hiệu danh dự: Danh hiệu Kisei trọn đời.
Các giải không có danh hiệu
| Tên giải        | Năm giành được |
| --------------- | -------------- |
| Asahi Open      | 2003, 2008     |
| NHK Cup (shogi) | 2006, 2007     |
| Nihon Series    | 2004, 2006     |
| Ginga-sen       | 2003           |